# Myctophum affine
Myctophum affine es una especie de pez del género Myctophum.

## Descripción
Las observaciones fenotípicas de Myctophum affine sugieren que los machos presentan escamas dorsales luminosas, mientras que las hembras presentan escamas ventrales luminosas. Se afirma que los machos suelen poseer siete u ocho escamas dorsales luminosas, mientras que las hembras suelen tener de tres a cuatro escamas ventrales luminosas. Las escamas luminosas del macho comienzan a desarrollarse a un tamaño menor que las de la hembra. La especie mide alrededor de 7,9 cm de longitud (31,10 pulgadas), la forma del cuerpo es fusiforme. Las hembras alcanzan la madurez sexual cuando han creacido los 4,2 cm de longitud (16,53 pulgadas).

## Distribución
Se distribuye por la parte del Atlántico oriental, en Mauritania hasta la corriente de Angola, en el Atlántico occidental, desde la corriente del Golfo hasta aguas tropicales. Además en el río de la Plata. En el Atlántico occidental, en las Bermudas, el sur de Canadá hasta Florida, Estados Unidos, el golfo de México y sur del Caribe. Especie marina batipelágica y oceanódroma cuyo rango de profundidad es 0-600 m.